# Mantisatta trucidans
Mantisatta trucidans là một loài nhện trong họ Salticidae.
Loài này thuộc chi Mantisatta. Mantisatta trucidans được C. Warburton miêu tả năm 1900.